# Chapman (condado de Los Ángeles)
Chapman es un área no incorporada ubicada en el condado de Los Ángeles en el estado estadounidense de California.

## Geografía
Chapman se encuentra ubicada en las coordenadas 34°8′54″N 118°5′0″O / 34.14833, -118.08333.